# 삼성 DeX

로고

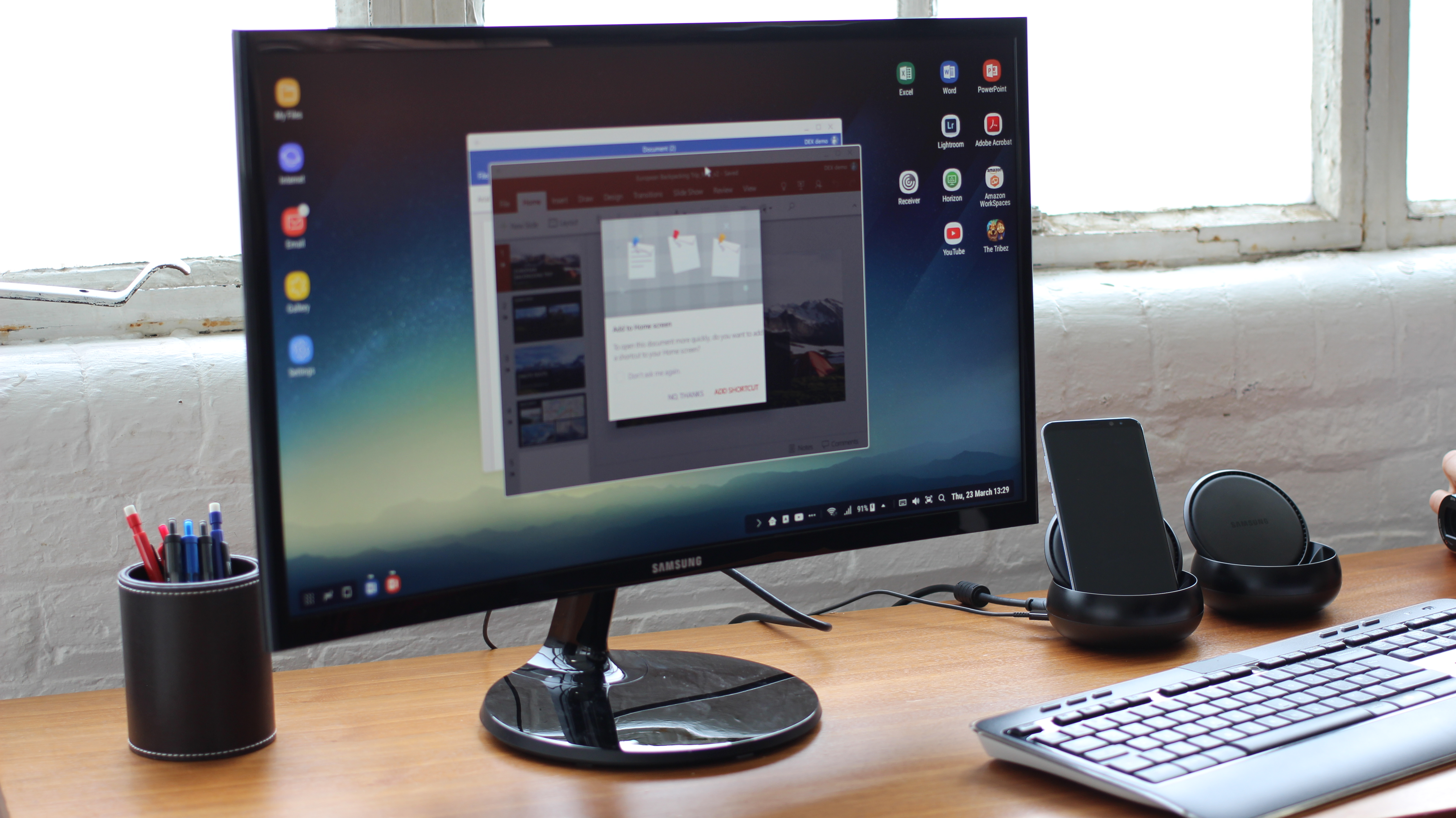
DeX 도킹 스테이션에 연결된 삼성 갤럭시 S8. 모니터에는 파워포인트 및 워드 안드로이드 애플리케이션이 표시되어 있다.

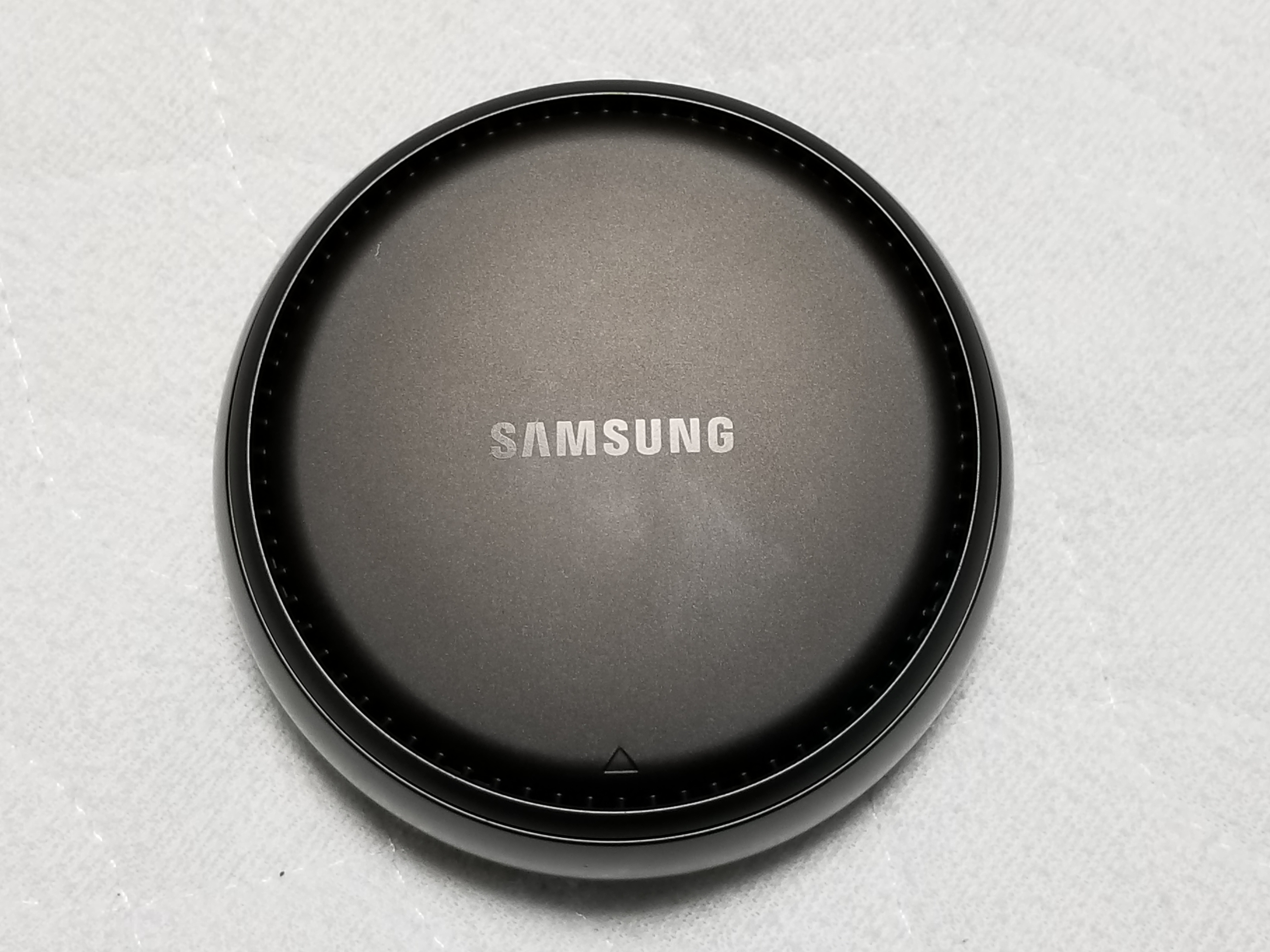
DeX 스테이션

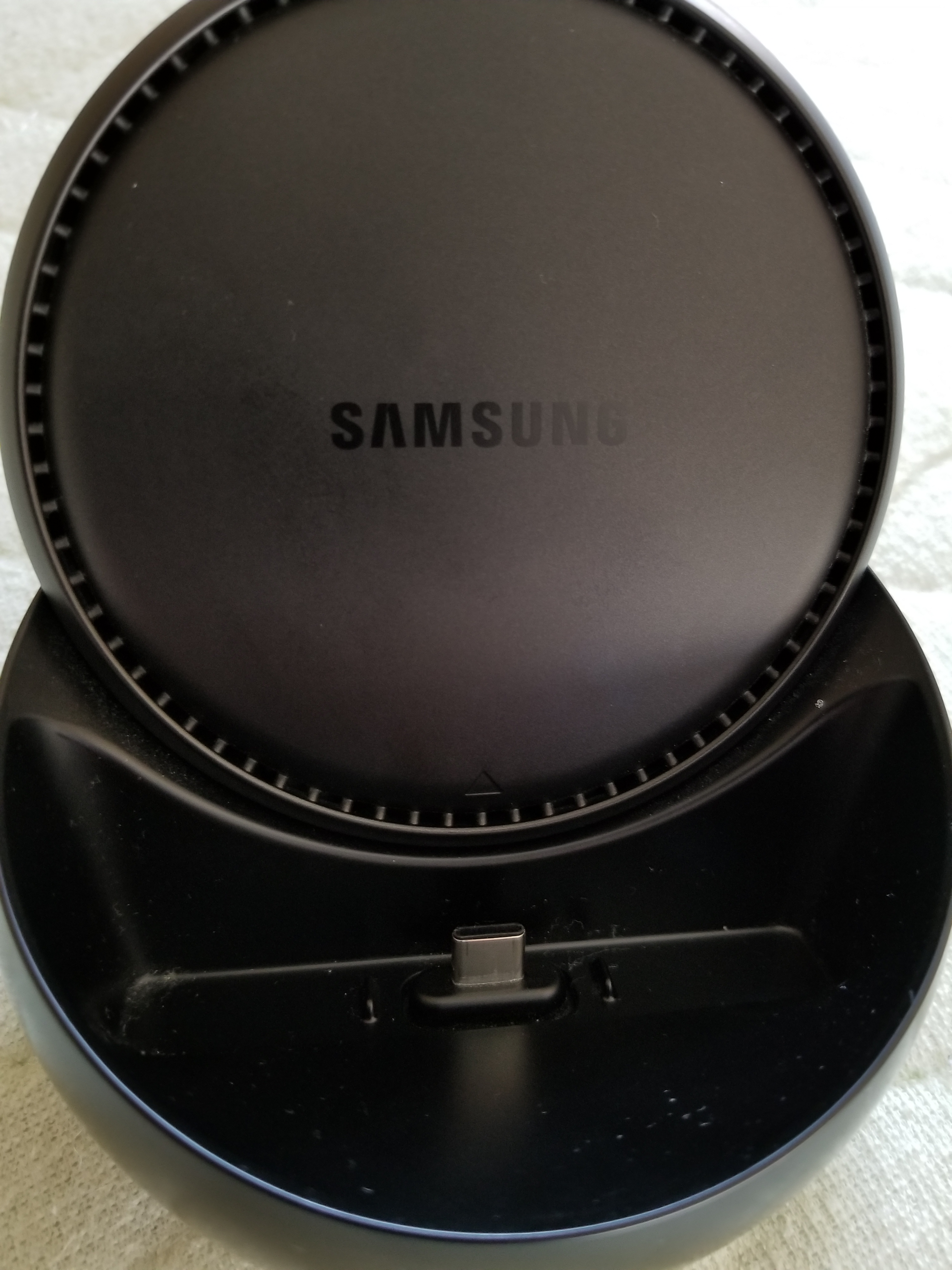
열린 DeX 스테이션, USB-C 도킹이 표시된다

삼성 DeX(Samsung DeX, SΛMSUNG DeX)는 일부 고급 삼성 휴대용 장치에 포함된 기능으로, 키보드, 마우스, 모니터를 연결하여 사용자가 자신의 장치를 데스크톱과 유사한 환경으로 확장할 수 있게 한다. "DeX"라는 이름은 "Desktop eXperience"의 줄임말이다.
기술 사양상 삼성 DeX는 모바일 장치에 USB 3.1 전송 사양, DisplayPort 대체 모드 지원이 있는 USB-C 포트와 같은 하드웨어가 필요하다. 삼성은 갤럭시 S8에 DeX 기능을 처음 탑재했으며, 이후 갤럭시 S, 노트, Z 폴드 라인을 포함한 대부분의 고급 스마트폰에서 이 기능을 계속 지원하고 있다. 이 기능은 갤럭시 탭 S4 이후의 많은 갤럭시 탭 S 모델에서도 사용할 수 있다.

## 역사
2017년에 DeX의 초기 버전이 출시되었는데, 이 버전은 DeX 스테이션이라는 독점 도킹 액세서리를 사용해야 했다. 이 도킹 스테이션은 USB-C 포트, 이더넷, HDMI 2.0 출력 및 두 개의 USB 2.0 포트를 제공했다.
2018년 8월 노트9 출시와 함께 삼성은 DeX HDMI 어댑터(USB-C-암 HDMI), DeX 케이블(USB-C-수 HDMI) 및 DeX 멀티포트 어댑터를 선보였다. 이들 어댑터는 여전히 독점적이며 액티브 전자 부품을 포함하고 있었지만, 기존 도킹 액세서리의 필요성을 없앴다. 이 디자인 덕분에 휴대폰이 평평하게 놓여 터치패드로 기능하거나, 디스플레이에 연결되고 DeX가 작동하는 동안에도 평소처럼 휴대폰으로 계속 사용될 수 있었다.
또한 2018년에 삼성은 DeX PAD를 출시했다. 이 장치는 USB-C 포트, HDMI, 그리고 두 개의 USB 포트를 제공했다. 이 디자인 덕분에 휴대폰이 평평하게 놓여 터치패드로 기능하거나, 디스플레이에 연결되고 DeX가 작동하는 동안에도 평소처럼 휴대폰으로 계속 사용될 수 있었다.
2019년부터 갤럭시 노트10 및 갤럭시 폴드와 함께 DeX는 기존 제공 충전 케이블이나 데이터 전송이 가능한 모든 시판 USB-C 케이블을 사용하여 물리적 컴퓨터에 직접 케이블 연결을 통해 실행될 수 있게 되어, 독점 도킹 액세서리가 필요 없게 되었다.
DeX는 공공 안전 분야에서도 차량 내 노트북을 대체하는 데 사용되었다.
삼성은 또한 "Linux on Galaxy"(이후 "Linux on DeX"로 명칭 변경)를 발표했는데, 이는 기본 안드로이드 OS 대신 호환되는 리눅스 배포판을 사용할 수 있게 하여 완전한 개인용 컴퓨터 기능을 제공한다.
DeX 데스크톱은 Windows 및 macOS용으로 다운로드 가능한 앱 또는 타사 액세서리를 통해서도 접속할 수 있다. 사용자는 USB 케이블로 모바일 장치에 연결할 수 있다. 2022년 4월 현재 macOS와 윈도우 7은 더 이상 지원되지 않는다.
삼성 DeX 장치는 Samsung Knox (3.3 이상)로 관리하여 추가 제어 및 보안을 위해 Knox 플랫폼을 사용하여 액세스를 허용하거나 제한할 수 있다.
2019년 10월 삼성은 안드로이드 10에서는 Linux on DeX를 사용할 수 없으며, 안드로이드 10으로 업그레이드하면 다운그레이드할 수 없어 완전한 리눅스 애플리케이션 사용 기능을 영구적으로 잃게 될 것이라고 사용자들에게 경고했다.
2020년에는 무선 DeX가 도입되어 Note 9 및 최신 휴대폰에서 Miracast를 사용하여 이전에 USB 또는 무선 모니터/TV를 통해 연결되었던 PC에 데스크톱 환경을 투영할 수 있게 되었다.
2024년 현재, 삼성 DeX의 PC 앱은 One UI 7 이상을 실행하는 장치에서는 더 이상 지원되지 않는다.

## 같이 보기
- 웹톱(Webtop): 2010년대 초 모토로라 아트릭스 시리즈의 유사한 기능으로, 특수 하드웨어가 필요했다.
- Ready For: 일부 고급 모토로라 폰의 기능으로, 데스크톱 모드뿐만 아니라 TV, 화상 채팅 및 게임 모드를 포함한다.
- Easy Projection: 화웨이 메이트 10, 메이트 20 및 화웨이 메이트 30 폰에서 볼 수 있는 유사한 데스크톱 모드
- Screen+: LG Velvet 및 V60 폰에서 볼 수 있는 유사한 데스크톱 환경 모드.
- 컨티뉴엄: 2015년 마이크로소프트가 윈도우 10 모바일을 위해 발표한 유사 기능
- 도킹 스테이션
- 랩독